# Leucobryum boninense
Leucobryum boninense är en bladmossart som beskrevs av Sullivant och Lesquereux 1859. Leucobryum boninense ingår i släktet Leucobryum och familjen Dicranaceae. Inga underarter finns listade i Catalogue of Life.